# Gmina Voskopojë
Gmina Voskopojë (alb. Komuna Voskopojë) – gmina położona we wschodniej części Albanii. Administracyjnie należy do okręgu Korcza w obwodzie Korcza. W 2011 roku populacja gminy wynosiła 1058, 519 kobiet oraz 539 mężczyzn, z czego Albańczycy stanowili 69,57% mieszkańców, Grecy - 0,09%, Arumuni - 5,48%. 
W skład gminy wchodzi pięć miejscowości: Voskopojë, Shipskë, Gjonomadh, Krushovë, Lavdar.